# John H. Kerr Reservoir
Das John H. Kerr Reservoir (bzw. in dt. Schreibweise: John-H.-Kerr-Reservoir; kurz: Kerr Lake, auch Buggs Island Lake) ist ein Stausee im Südosten der USA. Es befindet sich am mittleren Roanoke River in den US-Bundesstaaten Virginia und North Carolina. Bei normalem Wasserspiegel (91 m ü. M.) hat der See eine Fläche von 198 Quadratkilometern.
Benannt wurde das Reservoir nach dem Kongressabgeordneten John H. Kerr aus North Carolina; in Virginia ist jedoch weithin auch der ursprüngliche Projektname „Buggs Island Lake“ in Gebrauch. Erbaut und betrieben wird das Kerr-Reservoir vom United States Army Corps of Engineers.

## Lage
Die Staumauer des Reservoirs steht oberhalb von Buggs Island in Mecklenburg County. In diesem County befindet sich auch ein großer Teil des Stausees, im Süden reicht er bis nahe an die Stadt Henderson. Insgesamt haben sechs Countys einen mehr oder minder großen Anteil am Stausee. In Virginia sind dies neben Mecklenburg das Charlotte und das Halifax County, in North Carolina die Countys Granville, Vance und Warren.
Gespeist wird der Stausee hauptsächlich von Roanoke und Dan River. Dieser mündete einst bei Clarksville (Virginia) in den Roanoke River, nachdem beide Flüsse rund zwölf Kilometer parallel durch ein Tal flossen. Deren Verlauf folgt heute noch eine Countygrenze. Dadurch gehört ein kilometerlanger aber nur wenige hundert Meter breiter Streifen des nordwestlichen John H. Kerr Reservoirs zu Halifax County, während die Seeufer beim Mecklenburg-County verblieben. Im Süden bildet das überflutete Teil des Nutbush Creeks eine große – zum Vance-County gehörende – Bucht.

## John H. Kerr Dam
Die Bauarbeiten zum Absperrbauwerk begannen im März 1947 und dauerten bis Anfang 1953. Als Standort für die Staumauer wurde der harte Granituntergrund nahe Buggs Island gewählt. Der John H. Kerr Dam besteht aus einer Gewichtsstaumauer aus Beton, die von niedrigeren Erddämmen auf beiden Seiten flankiert wird. Insgesamt hat die Talsperre eine Länge von 6716 m, davon entfallen auf die zentrale Betonmauer 876 m. Diese ist bis zu 44 m hoch und enthält 22 Fluttore. Unterhalb der Staumauer befindet sich das Krafthaus der Anlage.
Ein kleiner Hilfsdamm 15 km weiter südwestlich verhindert die Überflutung des Island-Creek-Tals. Das Wasser aus dem dort entstandenen Island Creek Reservoir muss in den Kerr Lake hochgepumpt werden.

## Nutzung
Die beiden hauptsächlichen Funktionen des John H. Kerr Reservoirs sind der Hochwasserschutz sowie Stromerzeugung. Daneben ist der Stausee mit seinem rund 1300 km langen Ufer ein regionales Touristenziel.
Das normale Stauziel liegt bei 91,4 m Seehöhe, der Stauraum beträgt dann 1,8 Mrd. m³. Als Hochwasserschutzraum sind weitere 6,1 m Stauhöhe eingeplant. Im Extremfall kann die Talsperre zusätzliche 2,3 Mrd. m³ Wasser speichern. Der Stausee bedeckt bei einem Pegel von 97,5 m ü. M. statt normal 198 km² dann 337 km². Der höchste Wasserstand wurde am 29. April 1987 mit 97,4 m ü. M. erreicht.
Zur Stromerzeugung befinden sich sieben Haupt- und zwei Hilfsturbinen im Krafthaus direkt unterhalb der Staumauer. Diese haben zusammen eine Maximalleistung von 206 MW und erzeugen im Durchschnitt 407 Mio. kWh Strom pro Jahr. Die nutzbare Wassermenge zwischen 81,7 und 91,4 m Seehöhe beträgt 1,27 Mrd. m³. Kurz unterhalb des Kerr-Damms beginnt der Stauraum des Lake Gaston.
Der größte See Virginias ist auch ein beliebtes Ziel von Touristen. Fast das gesamte Gewässer steht Anglern und Bootsführern offen. An den Ufern gibt es verschiedene Parks für Besucher, darunter die State Parks Staunton River und Occoneechee in Virginia und die Kerr Lake State Recreation Area in North Carolina.